# Chris Lewis
Chris Lewis (ur. 9 marca 1957 w Auckland) – nowozelandzki tenisista, reprezentant kraju w Pucharze Davisa.

## Kariera tenisowa
W 1975 roku Lewis wygrał juniorską edycję Wimbledonu w grze pojedynczej oraz awansował do finału US Open. W tym samym roku klasyfikowany był na pozycji lidera w zestawieniu juniorów.
Jako zawodowy tenisista występował w latach 1975–1986.
W grze pojedynczej zwyciężył w 3 turniejach rangi ATP World Tour oraz awansował do 7 finałów, w tym do finału Wimbledonu w 1983 roku. Był drugim w historii zawodnikiem z Nowej Zelandii, który doszedł do finału w londyńskiej imprezie. W finale przegrał z Johnem McEnroe.
W grze podwójnej Lewis triumfował w 8 zawodach z cyklu ATP World Tour, a także był uczestnikiem 8 finałów.
W latach 1977–1986 reprezentował Nową Zelandię w Pucharze Davisa, rozgrywając łącznie 42 spotkania, z których w 24 zwyciężył.
W rankingu gry pojedynczej Lewis najwyżej był na 19. miejscu (16 kwietnia 1984), a w klasyfikacji gry podwójnej na 46. pozycji (14 stycznia 1985).
Po zakończeniu kariery pełnił funkcję trenera m.in. Ivana Lendla i Carla-Uwe Steeba, a w 1996 został wpisany do galerii sław sportu nowozelandzkiego.

### Finały w turniejach wielkoszlemowych

#### Gra pojedyncza (0–1)
| Końcowy wynik | Nr | Data         | Turniej           | Nawierzchnia | Przeciwnik   | Wynik finału  |
| ------------- | -- | ------------ | ----------------- | ------------ | ------------ | ------------- |
| Finalista     | 1. | 3 lipca 1983 | Wimbledon, Londyn | Trawiasta    | John McEnroe | 2:6, 2:6, 2:6 |